# ソニック・ザ・ヘッジホッグ (テレビアニメ)
ソニック・ザ・ヘッジホッグ（Sonic the Hedgehog）は、アメリカ合衆国のアニメ。セガ・エンタープライゼスのアメリカ支社とパートナーシップを結んでいたDIC Entertainmentが制作したが、原作との関連性は低い。1993年9月18日から1995年5月までアメリカン・ブロードキャスティング・カンパニーで放送された。放送終了後も漫画という形をとって話を続けている。

## あらすじ
このシリーズの舞台は、主に人型の動物たちが住む惑星地球。モボトロポリス市内に拠点を置くアコーン王国は目に見えない敵と戦っていた。王は勝利で戦争を終わらせるための戦争機械を作るために、人間の科学者・ジュリアンを登用した。しかし、平時の間にジュリアンと彼の甥のスニブリーは王国に対してクーデターを起こす。王は別の次元、虚空に追放され、市民は捕らえられ、ロボット化装置でロボットの奴隷に変えられた。ジュリアンはドクター・エッグマンに改名、地球の冷徹残忍な独裁者となった。モボトロポリスは汚染された工業都市となり、エッグマンランドに改名された。
森の中の隠れ里「ノットホール」で活動する「フリーダムファイターズ」はロボトニック政権に立ち向かう。彼らはソニック・ザ・ヘッジホッグと王の唯一の後継者であるサリー・エイコーン姫によって率いられている。他のメンバーはソニックの親友であるマイルス "テイルス" パウアー、コンピューターの天才・ローター・ウォルラス、フランス人のコヨーテ・アントワーヌ・ドパルデュー、半ロボット化されたバニー・ラボットやダルシー・ザ・ドラゴンである。ソニックは「パワーリング」を使って、一時的に力を高める。リングとスレーブアトロンはどちらも、マシンの犠牲者の1人であるソニックの叔父・チャックによって設計された。
シリーズの早い段階で、ソニックはパワーリングを使用して、チャックおじさんの機械的な体の自由意志を回復させる。チャックは市内から活動するフリーダムファイターズのスパイとして行動することした。最終的に第2シーズンにエッグマンによって発見され、ノットホールに逃げた。サリーはシリーズ中に父親を探す。彼は虚空の中で生きているのが発見され、エッグマンによって次元内に投獄された魔術師・ナウガスと共有された。ナウグスは虚空から脱出しようとするが、彼と王の両方がモビウスに戻っている間に自分の体が水晶に変わることを発見し、刑務所に戻ることを余儀なくされた。ソニック達はアリ・ザ・ラムや、とらえどころのないオオカミ群れのリーダーであるルーペなど、他の仲間を獲得した。
シリーズの唯一の2部構成のエピソード「Blast to the Past」では、ソニックとサリーはエッグマンの計画された乗っ取りを防ぐためにタイムストーンを使用して時間を遡る。失敗してが、サリーの乳母・ロージー・ウッドチャックの助けを借りて、なんとか若い自分をノットホールの安全に連れて行くことができた。

### 最終回
エッグマンは人口を破壊するためにドームズデープロジェクトを構築する。フリーダムファイターズはエッグマンに対して本格的な攻撃を開始し、ソニックとサリーはディープパワーストーンの力で終末プロジェクトを破壊する。エッグマンは破壊に巻き込まれ、ドームズデーとともに完全に破壊され、フリーダムファイターズは勝利を宣言し、ソニックとサリーがキスをした。
スニブリーが主な敵対者になり、目に見えない赤い目を持つ味方を伴う。

### 幻の第3シーズン
脚本家のベン・ハーストはインタビューで、第3シーズンの構想が番組の打ち切りより前に出来上がっていたことを話した。ファンからの要望にこたえ、ハーストは正体が明かされていなかった敵役が、魔法使いイクシス・ノーグスであることを明かした。ドクター・エッグマンは第2シーズン最終回で死んでおらず、ノーグスのところに幽閉される予定であった。ドクター・スニベリーは、一時的に力をつけ、おじに代わって支配者の座を手に入れようとしたが、ソニックと仲間たちに阻止された。彼は、ノーグスを無の世界から救出し、ついでにおじとアコーン王も救出するが、今度はその2人がノーグスにとらえられてしまう。ノーグスは第3シーズンにおけるソニックの宿敵になり、アコーン王を人質にしてサリーも捕える。全てを失ったドクター・スニベリーはソニック側につく（なお、この展開はアーチー・コミック版のストーリーラインに組み込まれている）。また、第3シーズンではソニックとテイルスが特殊能力に目覚め、仲間たちのピンチを救う他、2人の関係にも変化が現れる予定だった。さらに、サリーが、ソニック以外の他の誰かと恋に落ちる展開や、ドクター・スニベリーとドクター・エッグマンの過去についてのふれる場面も予定していた。
ハーストは第3シーズン放送を実現させようと努力したが、受け入れてもらえず、最終的に脚本を書くのをあきらめたとインタビューで話した。そして、彼は2010年8月10日に亡くなった。

## 登場人物
ソニック・ザ・ヘッジホッグ (Sonic The Hedgehogn)
声- ジャリール・ホワイト、タージ・モーリー（幼少期）
主人公。背中にリュックサックを背負っている。パワーリングと呼ばれる魔法の指輪を使うことができる。
マイルス "テイルス" パウアー (Miles "Tails" Prower)
声- ブラッドリー・ヒアース
2本の尻尾を持つキツネ。無邪気な性格で頭がいい。
サリー・エイコーン姫 (Princess Sally Acorn)
声- ケイス・スシー、ダナ・ヒル（幼少時）
シマリス。ソニックの恋人。
ニコル (Nicole)
声- ケイス・スシー
サリー姫の携帯型パーソナルコンピュータ。自分の意志を持っている。
アントワーヌ・デパルデュー (Antoine Depardieu)
声- ロブ・ポールセン
漫画版ではAntoine D'Cooletteの名で通じている。ソニックのライバル。
バニー・ラボット (Bunny Rabbot)
声- クリスティン・カウゲァナー
南部訛りで話すサイボーグのウサギ。
ローター・ウォルラス (Rotor Walrus)
声- マーク・バルー（第1シーズン）→キャム・ブレイナード （第2シーズン）
ダルシー・ザ・ドラゴン (Dulcy The Dragon)
声- クリー・サマー

### 敵
Dr. エッグマン (Dr. Ivo Robotnik)
声- ジム・カミングス
ソニック・ザ・ヘッジホッグでいうDr. エッグマンに該当する悪役。
なお、本作でのエッグマンという苗字はエッグマンを初め、祖父のプロフェッサー・ジュラルドや、エッグマンの従姉妹のマリアの姓名として登場。
クラック
声 - フランク・ウェルカー
エッグマンが愛情を育むロボットペットの鳥。
スニブリー
声- チャーリー・アドラー
Dr. エッグマンの助手。第2シーズンでDr. エッグマンの甥だということが判明。
イクシス・ナグガス (Ixis Naugus)
声- マイケル・ベル
エッグマンの恩師である魔法使い。

### その他
Dr. チャールズ "チャック" 卿
声- ウィリアム・ウィンダム
ソニックの伯父で、人々が長生きできるよう生物を機械化する装置を発明した。しかし、それは個人の意思を奪うという思わぬ副作用があり、その装置をDr. エッグマンに悪用された。
アリラム
声 - ドリアン・ヘアウッド
雄の羊。かつてエッグマンのもとで働いていたことがある。
ルペ
声 - シャーリー・ベラフォンテ
雌の狼。
ロージー・ザ・ナニー
声- エイプリル・ウィンチェル
雌のウッドチャック。
ロベッカ
声 - エイプリル・ウィンチェル
ロベッカのみ登場。
エイコーン大王
声 - ティム・カリー

## サブタイトル一覧
| No.         | サブタイトル                     | 補考         |
| 第1シーズン | 第1シーズン                      | 第1シーズン  |
| ----------- | -------------------------------- | ------------ |
| 第1話       | Heads or Tails                   | パイロット版 |
| 第2話       | Sonic Boom                       |              |
| 第3話       | Sonic and Sally                  |              |
| 第4話       | Ultra Sonic                      |              |
| 第5話       | Sonic and the Secret Scrolls     |              |
| 第6話       | Super Sonic                      |              |
| 第7話       | Sonic Racer                      |              |
| 第8話       | Harmonic Sonic                   |              |
| 第9話       | Hooked on Sonics                 |              |
| 第10話      | Sonic's Nightmare                |              |
| 第11話      | Warp Sonic                       |              |
| 第12話      | Sub-Sonic                        |              |
| 第13話      | Sonic Past Cool                  |              |
| 第2シーズン |                                  |              |
| 第14話      | Game Guy                         |              |
| 第15話      | Sonic Conversion                 |              |
| 第16話      | No Brainer                       |              |
| 第17話      | Blast to the Past (Part 1)       |              |
| 第18話      | Blast to the Past (Part 2)       |              |
| 第19話      | Fed Up with Antoine/Ghost Busted | 2話構成      |
| 第20話      | Dulcy                            |              |
| 第21話      | The Void                         |              |
| 第22話      | The Odd Couple/Ro-Becca          | 2話構成      |
| 第23話      | Cry of the Wolf                  |              |
| 第24話      | Drood Henge                      |              |
| 第25話      | Spyhog                           |              |
| 第26話      | The Doomsday Project             |              |

## スタッフ
- 原作：セガ・エンタープライゼス、SONIC TEAM（中裕司、大島直人）
- 主題歌：Noisy Neighbors"Fastest Thing Alive"